# Обабок еловый
Обабок еловый, Красноголовик еловый, Подосиновик еловый  — вид трубчатых грибов семейства Болетовые (лат. Boletaceae).

## Описание
Шляпка полушаровидная насыщенного каштанового цвета, диаметром 5-10 см. Нижняя поверхность пористая высотой 2-3 см.
Мякоть белая, плотная. При разломе появляются тёмные пятна.
Ножка длинной 5-15 см, толщиной 1-3 см, покрыта чешуйками коричневого цвета

## Экология и распространение
Встречается в смешанных и еловых лесах, в июле — октябре.